# Abatia parviflora
Abatia parviflora är en videväxtart som beskrevs av Hipólito Ruiz López och Pav.. Abatia parviflora ingår i släktet Abatia och familjen videväxter. Inga underarter finns listade i Catalogue of Life.